# Peru International 1998
Die Peru International 1998 im Badminton fanden vom 15. bis zum 19. April 1998 in Lima statt. Auf der IBF-Turnierskala erreichte es die Wertung A.

## Sieger und Platzierte
| Disziplin    | Gold                           | Silber                               | Bronze                           |
| ------------ | ------------------------------ | ------------------------------------ | -------------------------------- |
| Herreneinzel | Peter Janum                    | Tjitte Weistra                       | Mike Beres                       |
| Herreneinzel | Peter Janum                    | Tjitte Weistra                       | Bernardo Monreal                 |
| Dameneinzel  | Lotta Andersson                | Andrea Ódor                          | Adrienn Kocsis                   |
| Dameneinzel  | Lotta Andersson                | Andrea Ódor                          | Lorena Blanco                    |
| Herrendoppel | Mike Beres Iain Sydie          | Mario Carulla José Antonio Iturriaga | Guillermo Cox Gustavo Salazar    |
| Herrendoppel | Mike Beres Iain Sydie          | Mario Carulla José Antonio Iturriaga | Per-Henrik Croona Peter Janum    |
| Damendoppel  | Charmaine Reid Kara Solmundson | Lotta Andersson Christina Sørensen   | Ximena Bellido Lorena Blanco     |
| Damendoppel  | Charmaine Reid Kara Solmundson | Lotta Andersson Christina Sørensen   | Adrienn Kocsis Andrea Ódor       |
| Mixed        | Iain Sydie Charmaine Reid      | Mike Beres Kara Solmundson           | Alfredo Salazar Josefina Salazar |
| Mixed        | Iain Sydie Charmaine Reid      | Mike Beres Kara Solmundson           | Tjitte Weistra Adrienn Kocsis    |